# Raweai
Raweai ist ein Ort im Süden des Maiana-Atolls in den zum Inselstaat Kiribati gehörenden Gilbertinseln im Pazifischen Ozean mit einer Landfläche von 0,54 km². 2020 hatte der Ort 249 Einwohner.

## Geographie
Raweai liegt im Süden des Haupt-Motus von Maiana zwischen Bubutei im Süden und Tebiauea im Norden. Im Ort befindet sich ein traditionelles Versammlungshaus (Raweai Maneaba) und es gibt die Kirche All Nations Church – Maiana Branch.

## Klima
Das Klima ist tropisch heiß, wird jedoch von ständig wehenden Winden gemäßigt. Ebenso wie die anderen Orte des Maiana-Atolls wird Raweai gelegentlich von Zyklonen heimgesucht.